# Louis Ulysse Souplet
Pour les articles homonymes, voir Souplet.
Louis Ulysse Souplet, né le 10 avril 1819 à Lachelle et mort le 17 août 1877 à Paris, est un peintre français.

## Biographie
Louis Ulysse Souplet est le fils de Jean Louis Souplet (1792-1826), cultivateur, et de Marie Louise Rosalie Jourdain (1796-1880).
Élève de Léon Cogniet, il expose au Salon de 1845 à 1877.
Peintre de décor, il orne le plafond de la maison Castelmuro, située rue Paradis à Marseille et peint le Chemin de Croix, pour l'église de Barville (Orne).
En 1863, il épouse Jeanne Karcher, avec pour témoins les peintres Louis Duveau, Félix-Joseph Barrias, Joseph Zéphirin Gengembre et Pierre-Charles Poussin.
Il meurt à l'âge de 58 ans à son domicile de la rue Blanche. Il est inhumé au cimetière parisien de Saint-Ouen.

## Participation aux Salons parisiens
- Vue de l'église de Notre-Dame de Lépine, près de Châlons-sur-Marne, au Salon de 1845
- Chasse au furet, au Salon de 1848
- La panique des insurgés ; juin 1848, au Salon de 1849
- Buanderie, au Salon de 1850
- Forge, au Salon de 1850
- Paysage au mois de mai, au Salon de 1850
- Un coup douteux, au Salon de 1850
- Un tisserand, au Salon de 1850
- Le lavage des moutons en Champagne, au Salon de 1852
- Pâturage, de Frieres-Faillouël (Aisne), au Salon de 1853
- L'Abreuvoir, au Salon de 1855
- Troupeau de moutons, au Salon de 1857
- Les semailles, au Salon de 1859
- L'abreuvoir, au Salon de 1859
- Daphnis et Chloé / (Pastorale de Longus), au Salon de 1861
- Troupeau de moutons, au Salon de 1863
- Troupeau de boeufs, au Salon de 1864
- Le mouton protégé, au Salon de 1865
- Pastorale, au Salon de 1865
- Une Noria de Ben-Fereah (province d'Oran), au Salon de 1866
- Le ruisseau, au Salon de 1867
- Réquisition en Picardie, au Salon de 1872
- Intérieur de bergerie, au Salon de 1876
- La bergère et son troupeau, au Salon de 1876
- Un troupeau de moutons, au Salon de 1877
- Une bergerie d'agneaux, au Salon de 1877